# Носков Андрій Анатолійович
Андрій Анатолійович Носков (нар. 19 вересня 1972) — російський актор театру та кіно.

## Життєпис
Андрій Носков народився 19 вересня 1972 року в місті Нова Каховка Херсонської області. Брат актора Іллі Носкова.
1989 року вступає до ЛДІТМіК (Ленінґрадський державний Інститут театру, музики і кінематографії) ім. Н. К. Черкасова (нині — СПДАТМ, Санкт-Петербурзька державна Академія театрального мистецтва) на курс А. Д. Андрєєва.
У 1991–1995 роках — актор Санкт-Петербурзького Театру юного глядача імені О. А. Брянцева.
У 1993–1995 роках — ведучий дитячої передачі рос. «Разноцветная собака» Санкт-Петербурзького телебачення.
З 1998 року — актор Великого драматичного театру ім. Г. А. Товстоногова, Санкт-Петербург.
З 2004 року є художнім керівником Театрального товариства рос. «Носковы и Компания».

## Творчість

### Ролі в театрі
Навчальний театр ЛДІТМіК
- 1990 — «Сон в літню ніч»

ТЮГ імені О. А. Брянцева
- 1991 — «Наш цирк»
- 1991 — «Коник-горбунок» П. Єршова
- 1991 — «Казки Пушкіна»
- 1992 — «Сон на Нері»
- 1992 — «Танц-клас»
- 1992 — «Казка про царя Салтане» О. Пушкіна
- 1993 — рос. «Вредные советы»
- 1993 — рос. «Ронья — дочь разбойника» А. Ліндгрен
- 1993 — «Ундіна»
- 1994 — «Білі ночі»
- 1994 — «Над прірвою у житі» Д. Селінджера
- 1994 — «Лихо з розуму» О. Грибоєдова
- 1994 — «Усі миші люблять сир» Д. Урбана

Великий драматичний театр імені Г. А. Товстоногова
- 1998 — «Батько»
- 1999 — «Борис Годунов»
- 1999 — «Ліс»
- 1999 — «Макбет»
- 1999 — «Аркадія»
- 2000 — рос. «Ложь на длинных ногах»
- 2000 — «Перед заходом сонця»
- 2000 — «Федра»
- 2002 — «Жорж Данден»
- 2004 — рос. «Мотылёк»
- 2005 — рос. «Старик и море»

Театр «Притулок комедіанта»
- 2004 — «Pro Турандот»
- 2009 — «Сірано де Бержерак»

«Російська антреприза» ім. А. Миронова
- 1999 — «Портрет Доріана Грея»
- 2002 — «Моя парижанка»

Театральне товариство «Носкови і Компанія»
- 2004 — «Подорож»
- 2007 — «Ігри кохання» (режисер та виконавець головної ролі)
- 2008 — «Кінець цитати» (моноспектакль-концерт)
- 2012 — «Слуга двох панів» (режисер та виконавець головної ролі)
- 2014 — «Третій скраю» (режисер та виконавець головної ролі)

Санкт-Петербурзький Театральний центр на Коломенській
- 2006 — «Закоханий Мопассан»
- 2011 — «Ванна з пелюсток троянд»

«Незалежний театральний проект»
- 2008 — «Боїнґ Боїнґ»

Театральне аґентство «Лекур»
- 2008 — «Кажан»

Продюсерська компанія «Віва»
- 2009 — рос. «Эй, Труффальдино! или Слуга двух господ»

Антреприза рос. «Не Большой Театр»
- 2009 — рос. «Однажды знойной ночью»

Продюсерська компанія «Театр Дом»
- 2009 — «Крихітка»

Санкт-Петербурзький державний театр естради імені А. І. Райкіна
- 2010 — «Феномени»
- 2012 — «Здрастуйте, я ваша тітка!» (режисер та виконавець головної ролі)
- 2016 — «Фарс. Мажор» (режисер та виконавець головної ролі)

Театральне агентство «Арт-Партнер XXI»
- 2011 — «Нездара»

Продюсерський центр «Невський»
- 2012 — «Наліво від ліфта»
- 2014 — «Відчайдушні шахраї»

«J & M Musical School»
- 2016 — «Пригоди барона Мюнхгаузена»

### Фільмографія
- 1994 — рос. «Проклятие Дюран»
- 1994 — «Замок»
- 1995 — рос. «Откровения с незнакомцем»
- 1996 — рос. «Неоконченная любовь»
- 2002 — рос. «Танцующая на волнах»
- 2003 — рос. «Спутницы великих. А. Пушкин: 113-я любовь», документальний фільм
- 2003 — Агент національної безпеки — 4
- 2004 — рос. «Своя чужая жизнь»
- 2010 — 2005 — «Web-камера» (телесеріал)
- 2005 — рос. «Пари»
- 2005 — 2007 — «Хто в домі господар?» (телесеріал)
- 2006 — рос. «Чонкин»
- 2006 — рос. «Глянец»
- 2008 — рос. Деревенская комедия
- 2009 — Приборкання норовливих
- 2010 — рос. Человек с бульвара Капуцино — Режисер
- 2010 — рос. «Клуб счастья»